# Famille van Loo
Cette page explique l’histoire ou répertorie les différents membres de la famille van Loo.
Les van Loo sont une dynastie de peintres français des XVIIe siècle et XVIIIe siècle, d'origine néerlandaise, installés en France au XVIIe siècle :
- Jacob van Loo (1614-1670), peintre de scènes bibliques, mythologiques et de genre, et portraitiste.
  - Jean van Loo, peintre, fils de Jacob van Loo.
  - Louis-Abraham van Loo (v. 1641-1712), peintre d'histoire, fils de Jacob van Loo et frère de Jean van Loo.
    - Jean-Baptiste van Loo (1684-1745), petit-fils de Jacob van Loo et fils de Louis van Loo, qui a eu trois fils peintres :
      - Louis Michel van Loo (1707-1771) ;
      - François van Loo (1708-1732) ;
      - Charles Amédée Philippe van Loo (1719-1795).

    - Charles André van Loo (1705-1765), dit Carle Vanloo, petit-fils de Jacob van Loo et fils de Louis van Loo, frère de Jean-Baptiste van Loo, père de Jules-César-Denis van Loo. C'est le plus célèbre de la dynastie.
      - Jules-César-Denis van Loo (1743-1821) qui clôt la dynastie.